# Ant-Man and the Wasp
Ant-Man and the Wasp (traduït com Ant-Man i la Vespa) és una pel·lícula de superherois estatunidenca dirigida per Peyton Reed i estrenada el 2018. És una seqüela de la pel·lícula Ant-Man (2015), del mateix director. És la vintena pel·lícula de l'univers cinemàtic de Marvel i la vuitena de la fase III.
La pel·lícula va acabar recaptant 622,7 milions de dòlars a nivell mundial.

## Sinopsi

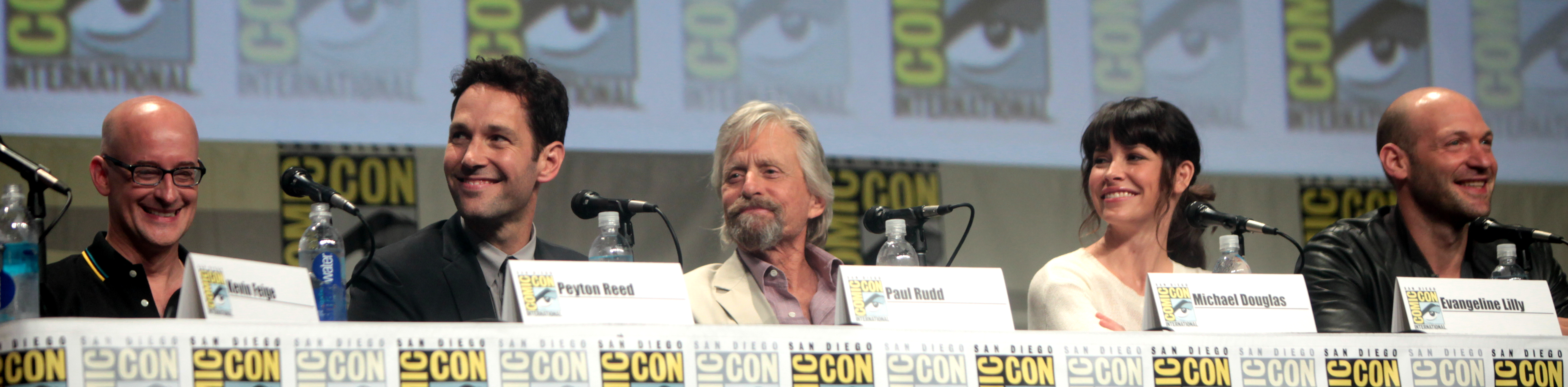
El realitzador Peyton Reed amb els actors principals: Paul Rudd, Evangeline Lilly i Michael Douglas

Dos anys després que l'Scott Lang fou posat sota arrest domiciliari degut a la seva participació com a membre dels Venjadors en la violació dels acords de Sokovia, Harry Pim i la seva filla, Hope van Dyne, aconsegueixen obrir breument un túnel cap al regne quàntic, involucrant a Lang en una nova missió.

## Repartiment
- Paul Rudd: Scott Lang/ Ant-Man
- Michael Douglas: Henry "Hank" Pym
- Evangeline Lilly: Hope van Dyne (Pym)/ La Vespa
- Walton Goggins: Sonny Burch
- Hannah John-Kamen: Ghost
- Bobby Cannavale: Paxton
- Michael Peña: Luis
- T. I.: Dave
- Judy Greer: Maggie
- David Dastmalchian: Kurt
- Michelle Pfeiffer: Janet van Dyne

## Rodatge
El rodatge va començar l'1 d'agost de 2017 als Pinewood Atlanta Studios, de Fayette County sota el títol de Cherry Blue Work. Igual que la primera pel·lícula, la filmació també té lloc a San Francisco. El rodatge duraria fins al novembre de 2017.